# Gazanehkesh
Gazanehkesh (persiska: گزنه کش, گَزَنِهكِش) är en ort i Iran.   Den ligger i provinsen Västazarbaijan, i den nordvästra delen av landet, 600 km väster om huvudstaden Teheran. Gazanehkesh ligger 1 471 meter över havet och antalet invånare är 256.
Terrängen runt Gazanehkesh är huvudsakligen kuperad. Gazanehkesh ligger nere i en dal. Runt Gazanehkesh är det ganska tätbefolkat, med 185 invånare per kvadratkilometer. Närmaste större samhälle är Nergī, 8,3 km sydväst om Gazanehkesh. Trakten runt Gazanehkesh består i huvudsak av gräsmarker.